# Тавруево
Тавру́ево — деревня в Кувшиновском районе Тверской области России. Относится к Большекузнечковскому сельскому поселению.
Расположено на возвышенности, между реками Таложенка и Кижневка, притоками Осуги.
До районного центра Кувшиново — 18 км, до Кунино — 1,5 км, до центра поселения Большое Кузнечково — 3,5 км.
Население по переписи 2002 года — 32 человека (11 мужчин, 21 женщина).

## История
Во второй половине XIX — начале XX века деревня Тавруево входила в Бараньегорскую волость Новоторжского уезда Тверской губернии. В 1884 году — 69 дворов, 432 жителя.
В 1940 году Тавруево в составе Бараньегорского сельсовета Каменского района Калининской области.
Во время Великой Отечественной войны погибли 22 уроженца деревни.
В 1970-80-е годы в деревне бригада колхоза «Восход» (центральная усадьба в деревне Большое Кузнечково).
В 1997 году в Тавруево 21 хозяйство, 40 жителей.